# Obora (województwo dolnośląskie)
Obora – wieś w Polsce położona w województwie dolnośląskim, w powiecie lubińskim, w gminie Lubin. Jest to druga miejscowość w gminie pod względem liczby mieszkańców.
W latach 1975–1998 miejscowość administracyjnie należała do województwa legnickiego.

## Zabytki
Do wojewódzkiego rejestru zabytków wpisane są:
- kościół filialny pw. św. Antoniego, szachulcowy, z XVI–XIX w.
- cmentarz przykościelny, z XIV w.
- zespół dworski, z XVI–XIX w.
  - ruiny dworu
  - park

## Komunikacja
Przez Oborę przebiegają wybrane kursy linii 1, 3A, 4, 7 i 104 komunikacji miejskiej w Lubinie. Autobusy o numerach 3A, 4 i 104 okazjonalnie zatrzymują się na przystanku "ul. Lubińska 02" który znajduje się po drodze do przystanku końcowego "Cmentarz Zacisze". Za to te oznaczone numerami 1 i 7 przejeżdżają przez całą wieś i kończą swoją trasę na "Obora - Pętla" lub kontynuują trasę w kierunku Szklar Górnych.
Przez miejscowość przebiega również 17-kilometrowa trasa rowerowa łącząca Lubin z Chocianowem.